# 100 Lovers
 (janvier 2017).
Si vous disposez d'ouvrages ou d'articles de référence ou si vous connaissez des sites web de qualité traitant du thème abordé ici, merci de compléter l'article en donnant les références utiles à sa vérifiabilité et en les liant à la section « Notes et références ».
Albums de DeVotchKa
A Mad & Faithful Telling
(2008) Live with the Colorado Symphony
(2012)
100 lovers est le cinquième album du groupe de rock indépendant américain multi-instrumentiste DeVotchKa, sorti en 2011.

## Liste des titres
| 1.    | The alley                   | 5:04 |
| 2.    | All the sand in all the sea | 4:50 |
| 3.    | 100 other lovers            | 4:11 |
| 4.    | The common good             | 4:26 |
| 5.    | Interlude, Pt. 1            | 0:40 |
| 6.    | The man from San Sebastian  | 3:43 |
| 7.    | Exhaustible                 | 3:30 |
| 8.    | Interlude, Pt. 2            | 0:23 |
| 9.    | Bad luck heels              | 4:15 |
| 10.   | Ruthless                    | 4:47 |
| 11.   | Contrabanda                 | 3:55 |
| 12.   | Sunshine                    | 4:56 |
| 44:40 |                             |      |

## Membres du groupe
- DeVotchKa :
  - Nick Urata : chant, guitares, piano, trompette, thérémine, bouzouki
  - Thomas "Tom" Hagerman : violon, accordéon, piano, Mélodica
  - Jeanie Schroder : soubassophone, basse, chant, flûte
  - Shawn King : batterie, percussions, trompette, accordéon, orgue
- Cordes:
  - Violon 1: Regan Kane
  - Violon 2: Takanori Sugishita
  - Violon 3: Ilya Goldberg
  - Viole 1: Summer Rhodes
  - Viole 2: Lisa Jablonowski
  - Violoncelle 1: Charles Lee
  - Violoncelle 2: Eleanor Wells
- Vents
  - Bandonéon : Evan Orman
  - Saxophone ténor, bariton : Dan Sjogren
- Trompettes
  - Chris Barron
  - Derek Banach
  - Jacob Valenzuela
- Percussions
  - Mauro Refosco